# Bathyaethiops
Bathyaethiops is een geslacht van straalvinnige vissen uit de familie van de Afrikaanse karperzalmen (Alestidae).

## Soorten
- Bathyaethiops atercrinis Mamonekene & Stiassny, 2012
- Bathyaethiops breuseghemi (Poll, 1945)
- Bathyaethiops caudomaculatus (Pellegrin, 1925)
- Bathyaethiops greeni Fowler, 1949